# Irving Fisher
Irving Fisher (Saugerties, Nova York, Estats Units d'Amèrica, 27 de febrer de 1867 - Nova York, 29 d'abril de 1947) fou un matemàtic i economista nord-americà.
Era fill d'un pastor congregacionista, i estudià a la Universitat Yale, on es graduà en matemàtiques i economia. Fou un important economista, considerat el màxim exponent de l'escola neoclàsica que teoritzà sobre la inflació. Elaborà, dins la tendència del marginalisme, un model d'equilibri general en The Mathematical Investigations in the Theory of Value and Prices (1892). Posteriorment es referí a l'equilibri del mercat concret en què es determina el tipus d'interès a The Rate of Profit (1907) i a The Theory of Interest (1930). D'ací va elaborar la teoria quantitativa que va elaborar la fórmula general del nivell de preus el 1911:
{\displaystyle P={\frac {MV+M'V'}{T}}}
On {\displaystyle P} és l'índex de preus, {\displaystyle M} la quantitat de diner circulant, {\displaystyle V} la seva velocitat de circulació, {\displaystyle M'} el volum de depòsits bancaris i {\displaystyle V'} el ritme al que aquests es gasten. {\displaystyle T} és el volum de transaccions o, aproximadament, el nivell de comerç.
Aquesta teoria fou el punt de partida per a la teoria quantitativa de l'anomenada Escola de Cambridge, els màxims exponents de la qual foren Alfred Marshall i Arthur Cecil Pigou.
També contribuí de manera determinant a la teoria dels nombres índex analitzant-ne les propietats teòriques i estadístiques. Fuu un dels més grans economistes monetaristes nord-americans de la primera meitat del segle xx.
Del 1923 al 1936 el seu Index Number Institute produí i publicà índex dels preus de les diverses cistelles monetàries d'arreu del món.
Va ser president de l'American Economic Association (1918) i de l'American Statistical Association (1932) endemés de fundar el 1930 la International Econometric Society.

## Obres

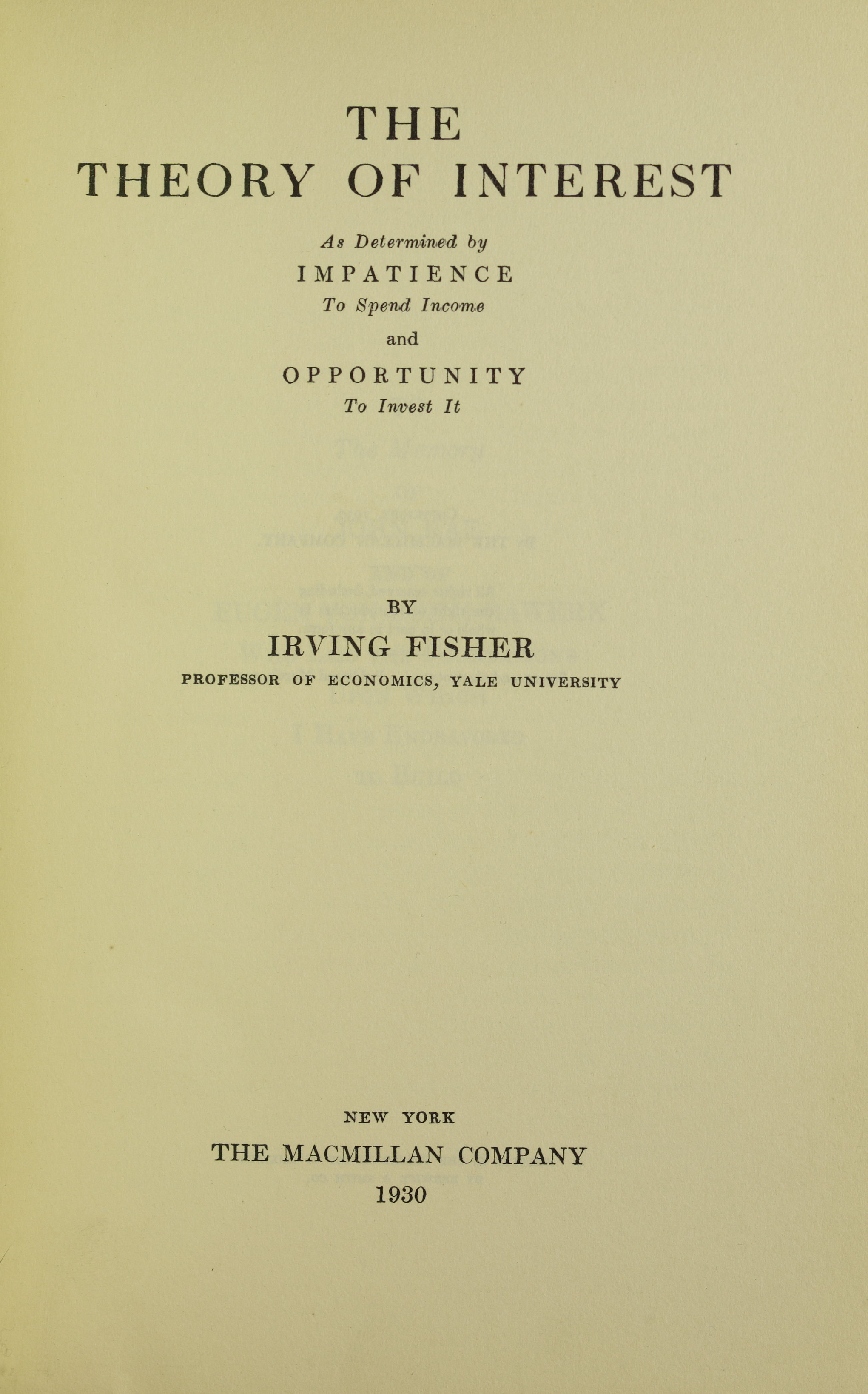
Theory of interest as determined by impatience to spend income and opportunity to invest it, 1930

Irving Fisher ha estat un autor prolífic (el seu fill en catalogà vora 2000 títols seus), entre els principals podem destacar
- Mathematical Investigations in the Theory of Value and Prices. , 1892
- Appreciation and interest, 1896
- The Nature of Capital and Income, 1906
- The Rate of Interest, 1907
- Introduction to Economic Science, 1910
- The Purchasing Power of Money, 1911
- Elementary Principles of Economics, 1911
- The best form of index number. in American Statistical Association Quarterly, 1921
- The Making of Index Numbers, 1922
- A statistical relation between unemployment and price changes, in International Labour Review, 1926
- A statistical method for measuring 'marginal utility' and testing the justice of a progressive income tax. In Economic Essays Contributed in Honor of John Bates Clark , 1927
- The Theory of Interest, 1930
- Booms and Depressions, 1932
- The debt-deflation theory of great depressions, in Econometrica, 1933
- 100% Money, 1935